# Фоксбъро
Фоксбъро (на английски: Foxborough) е град в окръг Норфолк, Масачузетс, Съединени щати, в столичния район на Бостън, на около 35 км югозападно от Бостън. Населението е 18 618 според преброяването от 2020 г.
„Foxborough“ е официалното изписване на името на града според местната власт, но съкратеното изписване „Foxboro“ също е често срещано; то се използва от Пощенската служба на Съединените щати.
Фоксбъро е най-известен със стадиона „Жилет“, дом на Ню Инглънд Пейтриътс от Националната футболна лига и Ню Инглънд Революшън of Мейджър Лийг Сокър.
 